# Ali Akbar Osztád-Aszadi
Ali Akbar Osztád-Aszadi vagy Osztádaszadli (perzsául: علی‌اکبر استاداسدی; Tebriz, 1965. szeptember 17. –) iráni labdarúgóhátvéd.